# Dalea azurea
Dalea azurea är en ärtväxtart som först beskrevs av Rodolfo Amando Philippi, och fick sitt nu gällande namn av Karl Friedrich Carlos Federico Reiche. Dalea azurea ingår i släktet Dalea, och familjen ärtväxter. Inga underarter finns listade i Catalogue of Life.